# Werner Willi Max Eiselen
Werner Willi Max Eiselen (* 1899 in Middelburg, Transvaal; † 12. Juni 1977 in Tzaneen) war ein südafrikanischer Anthropologe, Staatssekretär für Eingeborenenanliegen und der Namensgeber für die so genannte Eiselen Commission, ein wissenschaftliches Beratungsgremium der ersten Apartheidsregierung.

## Leben
Eiselen wuchs in einer deutschstämmigen Missionarsfamilie aus der Berliner Missionsgesellschaft auf. 
Seinen ersten akademischen Abschluss erhielt er 1919 mit einem Bachelor an der University of South Africa. Es folgten ein Master 1920 an der Universität Stellenbosch und die Promotion 1924 in Hamburg. In seiner frühen Hochschullaufbahn arbeitete Eiselen seit 1926 als Lektor für Bantusprachen und Anthropologie an der Universität Stellenbosch. Seit 1933 bekleidete er hier eine Professur für Sozialanthropologie. In dieser Zeit kam Eiselen mit Hendrik Verwoerd, einem Mitglied des Afrikaner Broederbond, zusammen, der gleichfalls an dieser Universität als Professor für Soziologie lehrte. Beide gelten heute als Systemarchitekten der „Bantu-Bildungspolitik“ für den späteren Apartheidsstaat.
Zwischen 1936 und 1947 begleitete Eiselen das Amt eines Chefinspektors für Eingeborenenbildung (Chief inspector of black education). Im Jahr 1949 übernahm er im Rahmen der neuen Regierungspolitik von Daniel François Malan den Posten des Staatssekretärs für Eingeborenenangelegenheiten (Secretary for Native Affairs) unter dem Minister Hendrik Verwoerd. Diese Aufgabe schien ihn im selben Jahr für den Vorsitz der so genannten Eiselen Commission zu empfehlen. Die unter seiner Leitung tätige Gruppe schuf Empfehlungen für eine Reform des Eingeborenenbildungswesen, deren rassistischen Intentionen schließlich in den Gesetzgebungsprozess einflossen und als Grundlage des Bantu Education Acts dienten.
Eiselen war neben seinen öffentlichen Ämtern bei weiteren Institutionen aktiv. Dazu gehören das International Institute of African Languages and Cultures und das South African Institute of Race Relations.